# Ромистика
Ромистика представља посебну академску дисциплину унутар ромологије. Она истражује ромски језик и литературу на ромском у њеној историјској и садашњој појавној форми, документује и посредује. Дели се на ромску филологију и ромску књижевност.
Ромска филологија истражује, документује и посредује развој ромског од његових почетака до данас. Области истраживања ромске филологије јесу делови лингвистичких дисциплина као што су фонетика, фонологија, морфологија, синтакса, семантика, прагматика, етимологија, дијалектологија, историјска лингвистика, социолингвистика. Осим староиндијских језика, првенствено санскрита, и појединих новоиндијских језика, који су у блиском сродству с ромским, ромска филологија узима у обзир и језике који су вршили утицај на ромски као што су ирански, јерменски, турски, грчки, словенски, румунски и тако даље.
Ромска књижевност истражује се и излаже историјски и по ауторима, а што се тиче садржаја, по врстама, формама, темама и мотивима.